# Північно-Анатолійський розлом

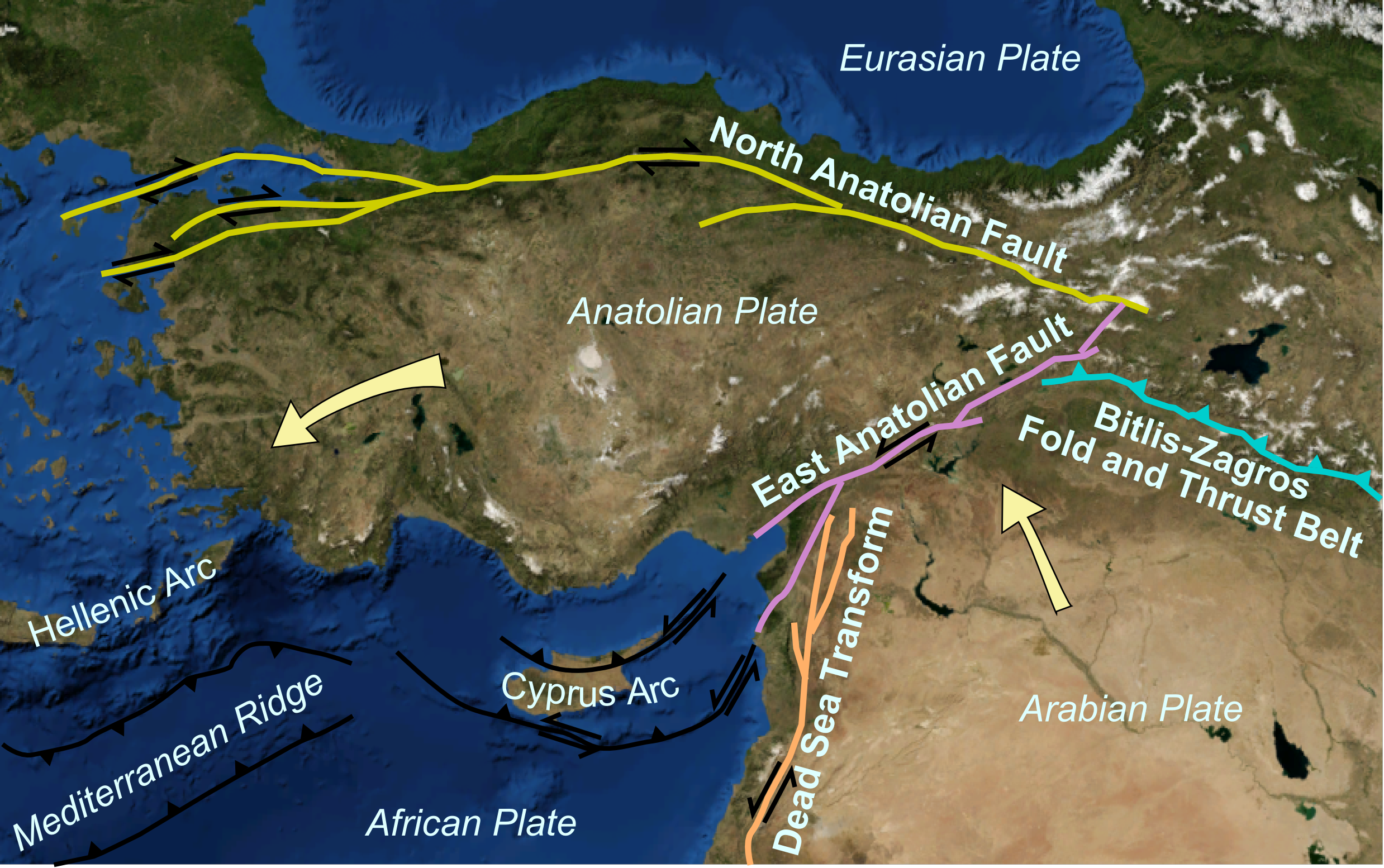
Північно-Анатолійський і оточуючі розломи

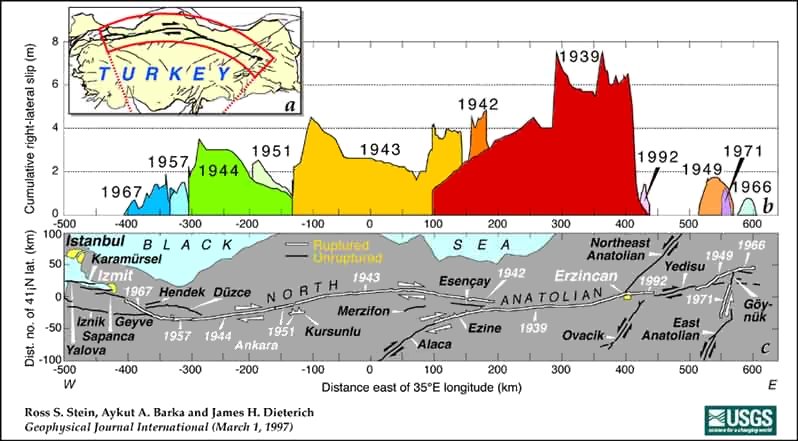

Північно-Анатолійський розлом (тур. Kuzey Anadolu Fay Hattı) — головний геологічний розлом північної Анатолії він є тектонічною межею між Анатолійською плитою і Євразійською плитою. Розлом прямує на захід, через всю Північну Анатолію й Егейське море, від перетинання зі Східно-Анатолійським розломом в Карліовському потрійному розломі у східній Туреччині. Розлом проходить за 20 км південніше Стамбулу.

## Найбільші землетруси вздовж розлому
Після катастрофічного Ерзінджанського землетрусу в 1939 році, Туреччина зазнала сім землетрусів магнітудою понад 7,0 балів за шкалою Ріхтера, кожний з них стався в точці, далі на захід по розлому. Сейсмологи вважають, що землетрус перейшов в шторм, протягом десятиріч і один землетрус передує іншому. 
| Подія                                 | Магнітуда | Жертви                           |
| ------------------------------------- | --------- | -------------------------------- |
| 1939 Ерзинджанський землетрус         | 7.9       | 32962 загиблих                   |
| 1942 Niksar-Erbaa землетрус           | 6.9       |                                  |
| 1943 Tosya землетрус                  | 7.7       |                                  |
| 1944 Болу-Герде землетрус             | 7.5       |                                  |
| 1949 Карліова землетрус               | 7.1       |                                  |
| 1951 Куршунлу землетрус               | 6.8       |                                  |
| 1957 Абант землетрус                  | 6.8       |                                  |
| 1966 Varto землетрус                  | 6.9       | 2,394 загиблих, 1489 поранених   |
| 1967 Mudurnu землетрус                | 7.0       |                                  |
| 1971 Бінгеля землетрус                | 6.8       |                                  |
| 1992 Ерзинджанський землетрус         | 6.5       |                                  |
| 1999 Ізмітський землетрус             | 7.4       | 17480 загиблих і 23781 поранених |
| 1999 Düzce землетрус                  | 7.2       | 894 загиблих                     |
| Землетрус у Туреччині та Сирії (2023) | 7.8       | 48224 загиблих                   |